# Wilhelm Zoepf
Wilhelm Zoepf, scritto anche Zöpf (Monaco di Baviera, 11 marzo 1908 – Straubing, 7 luglio 1980), è stato un militare tedesco, Sturmbannführer delle SS per la Germania nazista durante la seconda guerra mondiale.

## Biografia
Dopo essersi diplomato al Maximiliansgymnasium di Monaco di Baviera, intraprese la professione di avvocato. Nel 1938 contrasse matrimonio, salvo poi divorziare nel 1957. Nel maggio del 1933 aderì al Partito Nazionalsocialista e fece anche parte della Gioventù hitleriana fino al 1936, mentre l'anno successivo entrò nelle SS.
Venne poi assegnato all'ufficio B4 del dipartimento IV del Reichssicherheitshauptamt, guidato da Adolf Eichmann, e nel 1941 fu inviato nei Paesi Bassi per collaborare con la Sicherheitspolizei nella deportazione degli ebrei. In tale veste era subordinato al generale delle SS Wilhelm Harster, con il quale era legato da un vecchio rapporto d'amicizia. Dalla loro base sita all'Aia i due supervisionarono la deportazione degli ebrei nei campi di concentramento dell'est Europa. Zoepf svolse per lo più un lavoro burocratico, ma si adoperò anche per intercettare e distruggere i passaporti sudamericani che avrebbero salvato alcuni ebrei dalla deportazione.
Dopo la seconda guerra mondiale, Zoepf fece ritorno in Germania. Negli anni '60 fu processato a Monaco insieme ad Harster e Gertrud Slottke per la sua complicità nell'uccisione di 83.000 ebrei olandesi. Dopo un processo che ebbe un grande impatto mediatico, fu condannato a nove anni di reclusione.